# 迈克尔·费根
迈克尔·费根（英語：Michael Fagan，1948年8月8日—）是一名英國人，在1982年兩次闖入白金汉宫女王寝室而著名。

## 生平

### 早年
迈克尔·费根生於倫敦克勒肯維爾，有兩名妹妹，父為一名鋼架工人，同時亦是一名保險解鎖冠軍。他18歲時便因為父親家暴而離家出走，開始裝修事業。他於1972年結婚，並育有4名子女。

### 闖入白金汉宫

#### 第一次

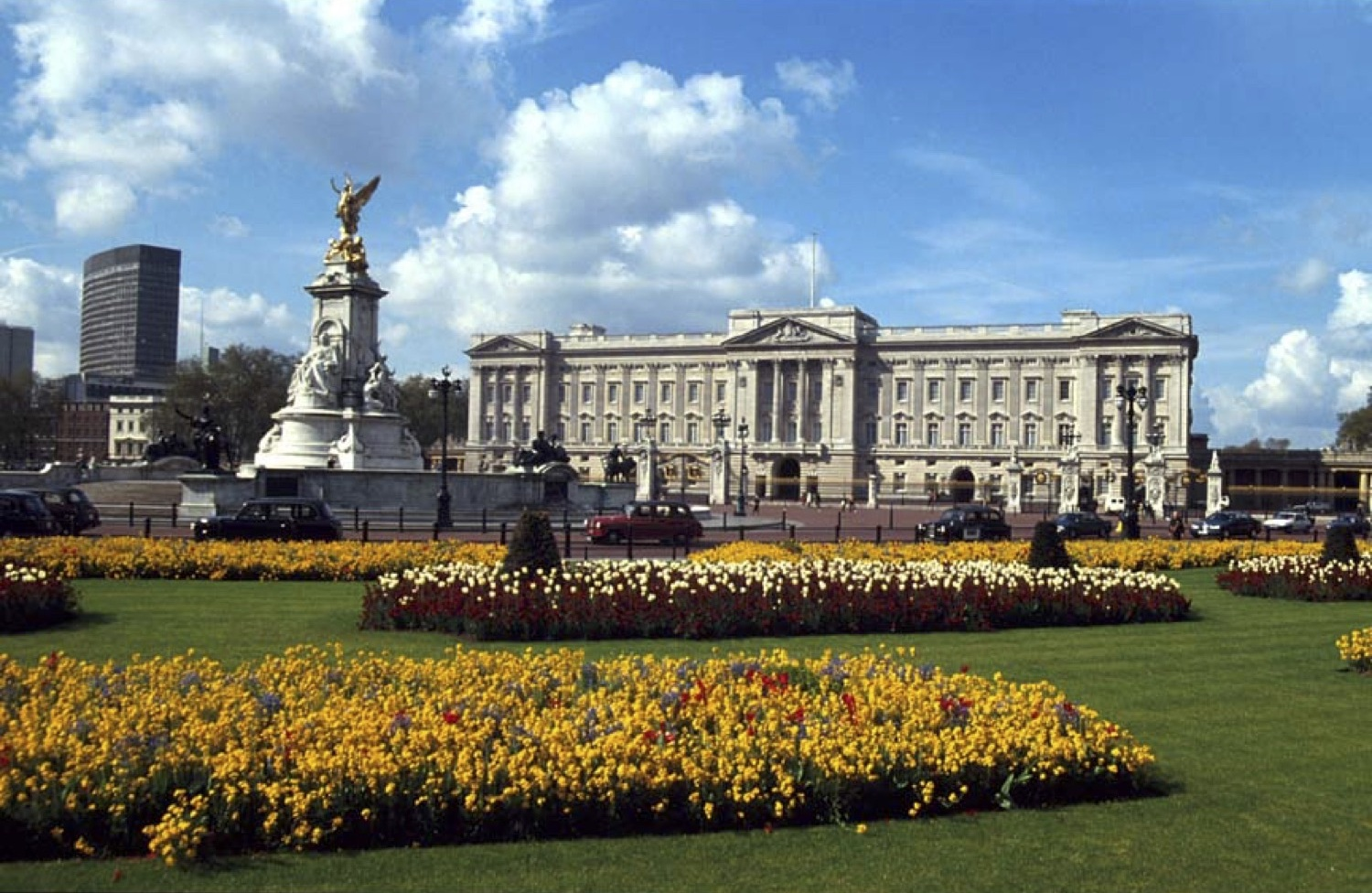
1980年的白金汉宫

1982年6月初，费根首次闖入白金汉宫。他說在攀爬排水管時惊動了一名女傭並呼叫了警衛，並在警衛到達前離開現场。警衛並不相信女傭看見入侵者。费根稱他透過屋頂一個未鎖窗戶進入皇宮，在宮內漫遊半小時，期間吃了切達干酪和餅乾。他進入時兩次響起了警報，但警衛認為是誤報而關掉。他參觀了一些皇室肖像畫和坐在王座一段時間，並曾進入郵局及喝了一些酒，在感到疲累後便逃離皇宮。

#### 第二次
1982年7月9日大約早上7時，费根爬過一道14英尺（4.3）高，帶有旋轉尖峰和有刺铁丝网的牆後，爬上一條排水管進入皇宮內然後走到女王寝室。
雖然警報偵查到他的闖入行為，但倫敦警察廳認為是誤報而關掉。他在走廊慢步了數分鐘後到達皇室大樓，期間他在前廳打破了一個玻璃煙灰缸而割傷手，在進入女王寝室時仍帶著一片碎玻璃。
费根在擾動窗簾時驚醒了女王，最初報告稱當女王醒來時，费根就坐在女王床邊。但在2012年訪問中，他稱女王立即離開房間立找警衛。她兩次在宮殿總機呼叫警察，但沒有人到場。女王的男工保羅·威布鲁（Paul Whybrew）帶著女王的狗出現並看到费根，然後兩名警察到場把他趕走。事發時女王寝室外駐守的武裝警察正值換更而無人看守。
之後的警察報告批評當值警察的失職，系統混亂和指揮職權分散。

### 被捕
费根被捕後以民事罪名被起訴而非刑事罪名，他被控非法進入女王睡房及盜竊（酒類），但這些罪名在經過精神評估後而被撤銷。7月底，费根母親稱他「太想念女王，我想他只是與女王打招呼和討論一下他的問題」。他被關進精神病院 至1983年1月21日獲釋。
2007年，白金汉宫才被列入《2005年重大有組織犯罪與管制法令》第128條的「指定地點」，任何非法行為均會列為刑事罪行。

## 後期
兩年後，他在威爾斯被控襲警而判監三個月，緩刑執行。1997年，他與太太及20歲兒子一同被控合謀供應海洛因而判監四年。

## 流行文化
2012年，電視劇演出剧场第一季的一集中重現其闯入女王寝室的情節，由艾瑪·湯普遜飾演女王，埃迪·馬森扮演费根 。
2020年电视剧王冠第四季中，湯姆·布鲁克飾演迈克尔·费根重演這一情節。
2022年伊丽莎白二世去世时，有凯尔特人足球俱乐部球迷在9月14日的欧洲冠军联赛比赛前打出标语，“去他妈的王室”、“节哀顺变，迈克尔·费根”。而费根本人在当地教堂为女王点燃蜡烛，以表达哀思。